# مکتب سقاخانه
مکتب سقاخانه جریانی هنری بود که در دههٔ ۱۳۴۰ شمسی با استفاده از عنصرهایی از هنر مدرن و برخی از عنصرهای تزیینی هنرهای سنتی و دینی، در ایران شکل گرفت. در جریان نوسازی ایران و درگیری‌های سنت‌گرایان و هواخواهان مدرنیته، عده‌ای از هنرمندان نوآور، مکتب جدیدی را بنیان نهادند که تأثیر شگرفی بر دگرگونی‌های هنر نوگرای ایران و حتی نوآوری‌های عرصه خوشنویسی از خود باقی گذاشت، این مکتب یا جنبش هنری بعدها به‌نام مکتب سقاخانه شهرت یافت.
نام صادق تبریزی به سبب طرح این مهم‌ترین سبک هنر نوگرای ایران، ماندگار شده است. به احتمال زیاد، او این اصطلاح را نخستین بار در حدود سال ۱۳۴۱ به کار برد. در نوشتاری با نام «یک مکتب نو ایرانی» (ژوئن ۱۹۶۳) در روزنامه کیهان اینترنشنال امامی پس از برشمردن هنرمندان مشهور و تثبیت‌شده، به معرفی «چهار جوان می‌پردازد که بر تارک آخرین و قدرت‌مندترین جریان نقاشی ایران می‌درخشند». او در معرّفی این مکتب چندان روشن سخن نمی‌گوید به‌جز این‌که مشخّصاً از این گروه چهار نفره نام می‌برد که همه هم‌چون خود تبریزی، دانشجو یا آموزگار مدرسهٔ تازه بازشدهٔ هنرکدهٔ هنرهای تزیینی (۱۹۶۱) بوده‌اند.
به‌جز صادق تبریزی، فرامرز پیل‌آرام و بهزاد گلپایگانی عضوهای دیگر مکتب بودند.
این هنرمندان در جستجوی تعریف دوباره‌ای از زیبایی‌های ملی و سنّتی برآمدند و حتی شاید بدون تمهیدی اولیه و به صورتی طبیعی به سوی تأسیس مکتب فوق کشانده شدند رویکرد اینان به اشیاء و عناصر بصری محیط اطراف زندگی مردم که در سقاخانه و زیارتگاه‌ها و اماکن مذهبی وجود داشت، باعث شد که از این اشیاء در فضای معاصر تعریف مجددی به‌عمل آید و در سامان‌دهی تازه و بدیعی، به مکتبی جدید و قابل قبول و سرشار از نوآوری تبدیل شود.

## خاستگاه
گروهی از هنرمندان که در سال‌های دههٔ سی خورشیدی و پس از آن به دنبال شیوه‌ای مؤثر برای پاسخ به ایرانیزه کردن هنر مدرن بودند جستجویی را آغاز کردند تا عناصر و ابزاری از منابع بومی و ملی را بیابند که بتوان با استفاده از این ابزار و عناصر فرم ایرانی بسازند تا بتوان رنگ و بوی ایرانی را در کارهایشان احساس کرد. بخش عمده‌ای از این گروه، هنرجویان دانشکده هنرهای تزیینی آن زمان بودند که به واسطهٔ تحصیل در این دانشکده امکان آشنایی و موضوع قرار دادن هنرهای تزیینی را به‌دست آورده بودند. آشنایی با هنرهای تزیینی از جمله واحدهای درسی آن‌ها بود. از همین رو اینان زمینه‌ای مناسب داشتند تا عناصر تزیینی ملی را که ریشه در فرهنگ بومی و مذهبی داشت مانند آنچه که در سقاخانه و اماکن همگون وجود داشت، بجویند و به عنوان منابع کاری به کار گیرند.
فضای کوچک سقاخانه — غالباً در محلات قدیمی — برای مسلمانان شیعه مکانی نمادین و به یاد آورنده واقعه عاشورا و حسین بن علی است، سقاخانه‌ها هر یک شکل و هیاتی خاص دارند و با یکدیگر متفاوت اند اما در همه آن‌ها عناصر و اشیایی پی در پی تکرار می‌شوند. در سقاخانه همه چیز به‌رغم ظاهر ساده و بی‌پیرایه آن معنایی خاص دارد: پنجره‌های مشبک آهنی، شمع‌های روشن و خاموش، آب، پارچه‌های رنگین، پنجه مسی، شمایل‌های گوناگون با رنگ‌های درخشان، گنبدهای بزرگ و کوچک بر روی منبع آب، همه آکنده از معنای سمبلیک‌اند. سقاخانه‌ها را غالباً در معابر عمومی می‌ساخته‌اند و قصد از آن در اختیار نهادن آب برای رفع عطش تشنگان بوده است. اما علاوه بر آن، به اعتقاد شیعیان، آب این سقاخانه‌ها متبرک شمرده می‌شود. خطوط نوشته شده بر روی دیواره‌های سقاخانه و مخازن آب و جاهای دیگر آن بیشتر آیات قرآنی و اشعار و عباراتی در مدح حسین و یاران او خصوصاً عباس بن علی است. شبکه فلزی نمادی است از ضریح‌های پیشوایان بزرگان دین. قبه‌های روی مخزن آب نیز بقعه حرم امام حسین را تداعی می‌کند. بدین گونه سقاخانه‌ها و حتی حسینیه‌ها و تکیه‌ها، در عین سادگی مجموعه‌ای غنی از نماد و تصویرند. کتیبه‌های سقاخانه با نوشته‌های رنگین و نقوش تزیینی، پرچم‌های رنگین که بر آن شعارهای مذهبی نوشته شده، قبه‌های کوچک بر فراز دسته پرچم‌ها، علم‌ها، که سمبلی است از علم حسین که عباس در روز عاشورا به دست داشت و در مراسم عزاداری محرم به‌طور سمبلیک مبدل به علم فلزی بزرگ می‌شود که روی آن عناصر تزیینی خاصی همچون پر طاووس، مجسمه‌های کوچک فلزی پرندگان مختلف و پره‌های فلزی نسبتاً بلند که به هنگام حرکت علم به پیش و پس نوسان می‌کند، تعبیه شده، ماکت‌های نمادین ظروف مشبک فلزی همگن عناصر مختلف این مجموعه مذهبی-مردمی را تشکیل می‌دهند.»
این همان گنجینه‌ای بود که این هنرمندان به‌دنبال آن بودند، گنجینه‌ای که فرم‌های ایرانی را به‌همراه داشت و این هنرمندان می‌توانستند هویت گمشده خود را در این فرم‌ها بیابند و از این طریق هویتی ایرانی به آثار خود دهند. ناصر اویسی یکی از نقاشان سقاخانه به صراحت در این مورد می‌گوید: «من به‌عنوان نقاش معاصر همیشه سعی داشته‌ام که کارهایم شناسنامه ایرانی داشته باشد.» وی همچنین دربارهٔ ترکیب فرم و هویت ملی اشاره می‌کند: «من از بیست سال پیش فکر می‌کردم که نباید جیره‌خوار فرهنگ غرب باشم و نمی‌خواستم همراه با تکنولوژی غرب که وارد ایران می‌شد فرهنگ غربی هم وارد شود. عقیده دارم که ما می‌توانیم از تکنولوژی غرب استفاده کنیم اما شخصیت هنری خود را حفظ کنیم.»
جنبش هنری سقاخانه را می‌توان نوعی واکنش بی‌اختیار روشنفکران و هنرمندان دهه چهل شمسی، علیه مدرنیسم و گسترش دامنه نفوذ فرهنگ غرب دانست.

## پیشگامان مکتب سقاخانه
آغاز کار مکتب سقاخانه را می‌توان با کارهای حسین زنده‌رودی قلمداد کرد و در کنار آن به کسان دیگری نظیر، رضا مافی، منصور قندریز، مسعود عربشاهی، فرامرز پیلارام، صادق تبریزی و پرویز تناولی اشاره کرد. «برخی نیز ژازه طباطبایی و ناصر اویسی را نیز در گروه سقاخانه جای می‌دهند. شاید دلیل آن مطالعات این دو هنرمند در هنرهای عامیانه و تزیینی ایران باشد. اگرچه خود آن‌ها انتساب خویش را به نقاشان سقاخانه‌ای چندان خوش ندارند.» به گفته کریم امامی:
تناولی و زنده‌رودی روزی سفری به شهرری در نزدیکی تهران می‌کنند و در آنجا توجهشان به پوسترهای مذهبی که برای فروش گذاشته شده بودند جلب می‌شود. آن‌ها به دنبال الهام محلی برای کارهای جدیدشان بودند و این پوسترها را گویی خدا در جلوی راهشان گذاشته بود. آن‌ها تعدادی از پوسترها را خریدند و شیفته سادگی طرح‌ها، تکرار نقش‌مایه‌ها، و به‌کارگیری رنگ‌های روشن و گاه پر زرق و برق شدند. نخستین طرح‌هایی که زنده‌رودی پس از این سفر کشید، نخستین کارهای مکتب سقاخانه بودند.
اینان کسانی بودند که پس از «پیشتازان نقاشی معاصر ایران»، خود را از «نسل دوم هنرمندان نوگرای ایران» می‌دانستند. دربارهٔ تلاش این گروه و چگونگی کندوکاوهای سقاخانه‌ای‌ها، پرویز تناولی از مهم‌ترین بنیانگذاران این جریان چنین نقل می‌کند: «روزی، حدود سال ۱۳۴۰، من و زنده‌رودی به حضرت شاه عبدالعظیم رفتیم و آنجا توجه‌مان به تعدادی تصویر چاپی مذهبی که برای فروش عرضه شده بود، جلب شد. در آن وقت ما هر دو در جستجوی انواعی از مواد و مصالح ایرانی بودیم که بتوانیم از آن‌ها در کار خود استفاده کنیم؛ و آن تصاویر را خریدیم و به خانه بردیم. از سادگی فرم آنها، از تکرار نقش‌ها در آنها، و از رنگ‌های چشمگیر آن‌ها خوشمان آمد. اولین طرح‌هایی که زنده رودی با الهام از آن تصاویر کشید در واقع اولین کارهای سقاخانه‌ای هستند.»
عبدالمجید حسینی راد استاد دانشگاه از هنرمندان نقاش و از پژوهشگران هنر در ارتباط با نمایشگاه مروری بر آثار جنبش سقاخانه در هنر معاصر ایران گفت: این حرکت را مکتب سقاخانه نمی‌توان گفت که به اعتقاد من جنبش است چون ویژگی‌های یک مکتب را ندارد با توجه به شرایط اجتماعی خاص که در آن دوره وجود داشت و توجهی که رژیم گذشته به بازنگری برخی از هنرهای قدیمی ایران داشت و همین‌طور تأسیس دانشگاه هنرهای تزیینی و همچنین شرایط اقتصادی خاص ایران زمینه‌ای فراهم شد تا این جنبش شکل بگیرد.
حسینی راد همچنین به شروع حرکتی تحت عنوان بی ینال تهران از سال ۱۳۳۷ که نیاز به نوعی بازنگری در هنر آن روز ایران احساس می‌شد را عنوان کرد: این شرایط که به نحوی ادامه مسیر تحول نوگرایی در هنر ایران بود که از اواخر دوره پهلوی اول به وجود آمده بود، موجب شکل‌گیری جنبش و بازگشت به ویژگی‌های هنر ایران و اساس توجه به تحولات مدرنیسم در هنر ایران شد. نباید فراموش کنیم که جنبش فکری، نظری، سیاسی واجتماعی ایران هم عوامل تأثیرگذار به این رویکرد به هنر ملی بوده‌اند؛ که این نمایشگاه می‌تواند آثار بیشتری از این گرایش به هنر ملی را دربرگیرد.

## اصطلاح مکتب سقاخانه
در سال ۱۳۴۱ عنوان «مکتب سقاخانه» را کریم امامی بر این گروه نهاد. او مترجم، منتقد و روزنامه‌نگاری بود که در آن سال‌ها در روزنامه‌های مختلف دربارهٔ رویدادهای هنری مطلب می‌نوشت. خود او می‌نویسد: «ظهور خط در نقاشی، در آغاز دهه ۱۳۴۰، تنی چند از بینندگان را به یاد حال و هوای سقاخانه انداخت. این واژه به‌کار رفت؛ و بعد، استفاده از آن تعمیم یافت و همه هنرمندانی - چه نقاش و چه مجسمه‌ساز- که در کار خود از فرم‌های سنتی هنر ایران به عنوان نقطه شروع و مادهٔ خام استفاده می‌کردند (و نه فقط آن‌ها که با خط فارسی سر و کار داشتند، اطلاق شد.»
هرچند شاید این نام برای تمام گروه جامع و کامل نباشد اما به گفته امامی: «ولی در هر حال این نام به کار رفت، و کدام نام است که در آغاز جامع و کامل باشد و همه را راضی کند. هر نام در ابتدا صرفاً وسیله ایست برای یاد کردن و مشخص و ممتاز ساختن شخصی یا چیزی از اشخاص و چیزهای دیگر و در پایان می‌شود در برگیرنده همه صفات نیک و بد صاحب نام.»
گروه سقاخانه نخستین گروه به معنای واقعی در نقاشی معاصر ایران بود، گروهی که هرکدام با ویژگی‌های خاص، منحصر به فرد و علایق شخصی خود اما در مسیر منسجم در جستجوی هنری ملی بودند. در این راه ویژگی‌های مشترکی را در پیش گرفتند. این گروه که همگی در سفرهای متعدد خود، مکاتب هنری غرب را در زمانه خویش دریافته بودند، پژوهشی وسیع و همراه را در نشانه‌های تصویری گذشته آغاز کرد و هر یک بخشی از این نشانه‌ها را در تجربه‌های نوین و مدرنی چون کوبیسم درآمیختند. آنان بر این اعتقاد بودند که استفاده از موتیف‌های تزیینی گذشته امکان بیان احساسشان را دارد و می‌توانند آن‌ها را به خدمت «نیاز درونی» خود بگمارند بی‌آنکه آن‌ها را صرفاً بخاطر خود آن‌ها روی پرده آورده باشند. از آن گذشته همین نقش‌ها، که هر کدام پرداخته و پدیده دورانی از دوره‌های هنری پیشین ایران بودند نقاشی آن‌ها را به گذشته پیوند می‌دادند. استفاده از نقاشی دوره قاجار و حتی دوره‌های پیشتر و بکارگیری نگاره‌های تزیینی و نقش‌هایی چون تصاویر اسب‌ها، چهره‌های زنان و تصاویر افسانه‌ای مانند دیو و خورشید خانم به فرم و شیوه گذشته یکی از مشخصه‌های بارز این گروه است که می‌توان در آثار بخش عمده‌ای از آنان همچون اویسی، قندریز، تبریزی و ژازه طباطبایی مشاهده کرد.
برخی از آن‌ها چون قندریز در تکامل شیوه خویش عناصر انسانی و اشیاء را آنقدر ساده کرد که به شکل‌های هندسی و نقش‌های تزیینی تبدیل شدند. «نقاشی که از پرداخت آدمهای اولیه به نوعی سورئالیسم می‌رسد. بعد از طرح به نقش، و از نقش به تلفیق نقش‌ها می‌گراید، هیچ‌گاه چشم از آسمان و آفتاب و ابر و باد برنمی‌دارد. دلش به خاطر آن جوهر اثیری پنهان در آسمان می‌زند.»

## مکتب سقاخانه و سنت‌های خوشنویسی
یکی دیگر از ویژگی‌های مشترک و فراگیر در آثار هنرمندان سقاخانه استفاده از خوشنویسی و خط فارسی است. سنت خوشنویسی ایرانی که در طول سالیان متوالی شکل خاص خود را گرفته و با مضامین فرهنگ ایرانی همبسته شده است، عنصر مناسبی بود تا به عنوان یک شناسهٔ هویتی در آثار نقاشی به کار گرفته شود. برای این دسته از هنرمندان، خط تنها یک عنصر بصری بود و به مفاهیم نهفته در پس کلمات چندان توجهی نداشتند. استفاده از خط را به‌طور مشترک در آثار اکثر هنرمندان گروه می‌توان به تماشا نشست. پیشتازترین فرد از این گروه در استفاده از خط حسین زنده‌رودی بود: «او کارش را با بازی با خطاطی شروع کرد؛ نرم نرم و از سر جستجو. کارهای اولیه‌اش از سطح‌های ساده هندسی شکل می‌گرفت که از نوشته‌ها و نقش و نگارها و رنگ‌های درخشان پوشیده می‌شدند. روشی که بعدها در کار فرامرز پیلارام ماندگار شد و او مدت‌ها با همین سطوح ورمی‌رفت و بسیار خوش خط‌تر از زنده‌رودی، جاهایی را از نوشته پر می‌کرد. اما زنده‌رودی همین‌جا نماند و پیش‌تر رفت. کم‌کم شکل‌های محدودکننده هندسی را – که از طلسم‌های جدول کشی شده می‌آمدند – رها کرد و به عنصر خطاطی روی آورد. خطاطی را اما نه در بعد خوشنویسی اش که در حال و هوای کلی ترکیب‌بندی حروف منفرد و کلمات و جملات بی‌آنکه بخواهد معنا و مفهومی ادبی را در آن میان تعقیب کند، دنبال کرد و دورادور سرسپرده سیاه‌مشق‌های قدیمی شد.»
این برخورد با نوشتار را هنرمندان سقاخانه و از جمله زنده‌رودی از او را در نوشته بر طلسم‌ها و زیارتگاه‌ها برگرفته بودند، عدم توجه این دسته از هنرمندان به معانی کلمات برای برخی از منتقدان قابل پذیرش نبود. «در نمایشگاهی همین نوشته‌ها بودند که کفر جلال آل احمد را درآوردند تا آن مقاله تند و تیز را نوشت. آل احمد پرت و پلاهایی را که زنده‌رودی برای پر کردن متن کارش نوشته بود زیادی جدی گرفت و برای او که نقاشی را از زیرمجموعه‌های ادبیات می‌شمرد و جای پایین‌تری برایش قائل بود هضم این نکته که زنده‌رودی ادبیات – یعنی کلام – را مجموعه درهم و برهمی فرض کند که فقط به درد پرکردن فضاهای خالی یک تابلو نقاشی می‌خورد آسان نبود.» البته گاهی نیز علاوه بر خاصیت بصری کلام، مفاهیم آن‌ها نیز برای هنرمندان این گروه مورد توجه قرار می‌گرفت تا آثار ارزشمندی را پدیدآورند از جمله می‌توان به حجم‌های «هیچ» پرویز تناولی اشاره کرد. ادامه همین نگاه تصویری به خطوط و تداوم تلاش گروه دیگری از هنرمندان سبب پیدایی نقاشیخط شد. رضا مافی در هنر نقاشیخط به حق پیشگام بود و در این زمینه به موفقیت بزرگی نائل آمد و برخی او را اولین هنرمند خوشنویسی می‌دانند که بر بوم نقاشی، خط نوشته است. او از نخستین کسانی بود که به هنر «نقاشیخط» روی آورد. او تحت تأثیر از مکتب سقاخانه اولین خطاطی بود که با رعایت اصول سنتی خط، آن را در نقاشی مدرن ایران مورد استفاده قرار داد.

## عناصر مورد توجه مکتب سقاخانه
عناصر مورد علاقه این هنرمندان درها، قفل‌ها و کلیدها، ضریح‌های اماکن متبرکه و سقاخانه‌ها، نگین‌های انگشتری و حرزها و کاسه‌ها و الواح شمایل‌هایی بود که در مجموع از دیرباز مورد استفاده مردم جامعه سنتی بوده است بدون اینکه مردم یا هنرمندان با جنبه‌های بصری و زیباشناختی آن توجه خاصی کرده باشند. در حقیقت زیبایی با گوشت و پوست و خون جامعه سنتی عجین شده و مصرف‌کنندگان غرق در آن بودند. در این میان خط، هم به عنوان عنصری مستقل که در این اماکن پیوسته وجود داشته و هم به صورت حکاکی‌هایی، بر روی ظروف و نگین‌های انگشتری، مورد توجه هنرمندان قرار گرفت. آنان همان‌طور که ساخت و ساز و ترکیب‌بندی مجددی بر روی همه اشیاء و تصاویر مذکور انجام دادند با نگاه مجدد خلاقانه بر خط نیز، آن را تعریف جدیدی کرده و طراحی مجدد، ترکیب‌بندی و ساخت‌وساز نوینی بدان بخشیدند و بدین ترتیب نگاه بصری تازه‌ای به خط، در قلب سقاخانه متولد شد و خط کوفی این بار، پس از تحویل و تحولاتی هزار و چهارصد ساله، به سوی زبان و بیان جدیدی حرکت کرد.
در واقع علاوه بر استفاده از خط و عناصر خوشنویسی، استفاده از نشانه‌های مذهبی و عناصر نهفته در فرهنگ شیعه که مشهورترین آن‌ها نمادهای عاشورا بود وجه مشترکی میان سقاخانه‌ای‌ها می‌باشد. حتی استفاده از زیبایی‌شناسی این فرهنگ همچون استفاده از رنگ‌های سنتی قدیمی، چنان‌که با دیدن بسیاری از کارهای آن‌ها مخاطب به یاد، حسینیه، تکیه و عزاداری‌های ماه محرم می‌افتاد. بکارگیری دستمایه‌هایی چون پنجه، علم، ضریح، دخیل، پرچم و حتی طلسم، اسطرلاب، جام چهل کلید و… که هر کدام نشانگر مفاهیم تاریخی – فرهنگی بودند و ترکیب این نمادهای انتزاعی، جدای از فرم واقعی آنها، فضایی نوین را پدیدمی‌آورد.
یکی از هنرمندانی که در این راه بسیار کوشش کرد پرویز تناولی است. او بیشتر از جنبه نقاشی به‌عنوان مجسمه‌ساز شهرت بسیار دارد. او بیش از ۱۰ سال را به مطالعه وسیعی دربارهٔ فرش، ظروف و گلیم‌های ایرانی پرداخت و علاوه بر اینها از آهن و در و پنجره فلزی مساجد، قفل و کلید و ضریح سقاخانه و امثال این اشیاء در کار مجسمه‌سازی استفاده و آن‌ها را به شیوه خاص خود فرمالیزه کرد. او یکسره دل‌مشغول شرق و کشور شرقی اش بوده است: «آنچه کمتر از همه برایم مطرح است، چیزهایی است که در گذشته مطرح بوده و حالا بال و پرش ریخته است. آنچه دیگر مطرح نیست غرب است. هر اتفاقی که در غرب بیفتد برایم مهم نیست. حالا بیشتر به شرق هرچیز فکر می‌کنم، چیزهایی شرقی، مثلاً شرق شعر یا شعر شرقی.»
«هنرمندان سقاخانه را در واقع می‌شد نوادگان استادان صنعتگر قرن‌های پیشین دانست؛ تذهیب‌کاران و زرکوب‌ها و قلمزن‌ها و خوشنویسانی که هزار و یک شی کاربردی را به کمک نقش و نگارهای ظریف در هم پیچیده یا کتیبههایی از خط خوش زیباتر می‌کردند.» این توصیف همان هدف بود که هنرمندان سقاخانه آرزویش را داشتند. اما اینکه چقدر به آن دست یافتند مسئله دیگری است، بسیاری از منتقدان به خصوص در همان زمان و در دوسالانه‌ها به سرسختی با آن‌ها مخالفت داشتند، «بیش‌ترین اتهامی که بر افراد گروه وارد می‌شد عدم صداقت، تقلید و تکرار بود.»

## تداوم مکتب سقاخانه
اگر بخواهیم تداوم مکتب سقاخانه را با معیارهای شاخص و مشترک تلاش هنرمندان و به ویژه تکیه بر میراث‌های مذهبی – هنری شناسایی کنیم این مکتب کمتر از دو دهه به طول نینجامید و هنرمندان گروه با تکیه بر همان تجربه‌ها به شیوه‌هایی دیگر گونه و شخصی پرداختند. هرچند که منصور قندریز در حادثه تصادف اتومبیل درگذشت و فرامرز پیلارام نیز بعد از انقلاب جهان فانی را ترک کرد و خط – نقاشی‌های مهر خورده‌اش را تا هنگام مرگش ادامه داد. باقی ماندگان نیز هرکدام در گوشه‌ای از جهان کوچک جدای از وطن، همچنان هویت گمشده خود را اما در قالبی دیگر می‌جویند. مکتب یا جریان سقاخانه با شناسنامه هنرمندان گروه متوقف شد ولی تلاش، تجربه و مسیر آن‌ها تأثیر ماندگاری بر نقاشی معاصر ایران داشت. چنان‌که هنرمندان دیگری همچون جعفر روحبخش، پرویز کلانتری، منصوره حسینی، رحیم ناژفر، شهلا حبیبی، محمدعلی ترقی جاه، زهرا رهنورد و چند تن دیگر این تفکر را به شیوه‌های دیگر دنبال کردند و موجب شکل‌گیری مکاتب و جریان‌های هنری دیگری در عرصهٔ هنرهای تجسمی ایران شدند.